# Umweltrisikomanagement
Das Umweltrisikomanagement ist eine Funktion und Organisationseinheit in Unternehmen, die mit dem Management der Umweltrisiken betraut ist.

## Allgemeines
Insbesondere Industrieunternehmen emittieren durch ihre Produktion umweltschädliche Schadstoffe wie Dämpfe, Druck, Gase, Geräusche, Gerüche, Lärm, Rauch, Ruß, Strahlen oder Wärme, die sich in die Luft, den Boden (Bodenkontamination oder Erschütterungen) oder in das Wasser ausgebreitet haben. Dem tritt das Umwelthaftungsgesetz (UmweltHG) entgegen, indem es eine verschuldensunabhängige Haftung des Inhabers vorschreibt. Wird durch eine Umwelteinwirkung, die von einer Anlage ausgeht, jemand getötet, sein Körper oder seine Gesundheit verletzt oder eine Sache beschädigt, so ist der Inhaber der Anlage gemäß § 1 UmweltHG verpflichtet, dem Geschädigten den daraus entstehenden Schaden zu ersetzen. Es definiert in § 3 UmweltHG die Schadensursachen.
Das Umweltrisikomanagement hat deshalb zum Unternehmensziel, diese Emissionen entweder völlig zu eliminieren oder in Fällen, wo dies technisch nicht möglich oder unökonomisch ist, durch Einhaltung von Grenzwerten auf ein gerade noch vertretbares Grenzrisiko zu minimieren. Schwerpunkt des Umweltrisikomanagements ist daher weniger das Risikomanagement als vielmehr das Umweltmanagement. Das Risikomanagement übernimmt die Aufgaben der Risikowahrnehmung, Risikoidentifikation, Risikoanalyse, Risikoquantifizierung, Risikoaggregation, Risikobeurteilung und Risikobewertung auch der Umweltrisiken.

## Umweltrisiko
Als Umweltrisiko bezeichnet man sämtliche Gefahren, die durch Umwelteinwirkungen eines Störers auf die Umwelt ausgehen. Es handelt sich um wirtschaftliche Risiken, durch welche Wirtschaftsgüter einer Wertminderung unterliegen oder ganz wertlos werden, kostenträchtig entsorgt werden müssen oder nur mit hohen Kosten in einen gebrauchsfähigen Zustand zurückgeführt werden können. Zudem können durch Umweltrisiken Menschen getötet oder der Körper oder die Gesundheit eines Menschen verletzt werden. Schädliche Umwelteinwirkungen im Sinne des § 3 Abs. 1 BImSchG sind Immissionen, die nach Art, Ausmaß oder Dauer geeignet sind, Gefahren, erhebliche Nachteile oder erhebliche Belästigungen für die Allgemeinheit oder die Nachbarschaft herbeizuführen.
Diese Umweltrisiken können im Rahmen der Betriebsgefahr durch den laufenden Produktionsprozess, vor allem aber durch Betriebsstörungen verursacht werden. Von Umweltrisiken wird technisch erst gesprochen, wenn vorgeschriebene Grenzwerte oder Richtwerte überschritten werden, weil deren Überschreitung vorab festgelegte Konsequenzen nach sich zieht. Innerhalb der Grenzwerte liegende Messwerte sind zu tolerieren und hinzunehmen. Die Einhaltung der Grenz- und Richtwerte wird als gerade noch vertretbares Grenzrisiko bezeichnet.

## Arten von Umweltrisiken
Um eine einfachere Identifizierung und Bewertung von Umweltrisiken vornehmen zu können, wird zunächst eine generelle Unterscheidung in interne und externe Umweltrisiken vorgenommen. Externe Umweltrisiken können Sturm oder Hochwasser sein. Interne Umweltrisiken liegen im Unternehmen begründet und können technische, technologische oder organisatorische Schäden sein.
Es werden drei Arten von Umweltrisiken unterschieden:
- Risiken für die menschliche Gesundheit und für das Ökosystem,
- finanzielle Risiken für ein Unternehmen, die durch Veränderungen der Umwelt oder des Umweltbewusstseins der Gesellschaft entstehen und
- Risiken der persönlichen Haftung von Unternehmen für umweltrelevante Aktivitäten des Unternehmens.

## Ziele des Umweltrisikomanagements
Als primäres Ziel des Umweltrisikomanagement wird der Schutz des Unternehmens gesehen. Dabei gilt es, Kosten zu vermeiden, die durch Betriebsunfälle, Konsumentenboykotte oder Umweltklagen entstehen. Ein gutes Risikomanagement kann auch ein langfristiger Erfolgsfaktor für Wettbewerbsvorteile sein, wenn es in die Unternehmensstrategie integriert wird. Generell gilt es mittels des betrieblichen Umweltrisikomanagements, die Risikosituation eines Betriebes positiv zu beeinflussen.
Ein weiteres Ziel ist der Schutz der Umwelt. Dieses Ziel wird oft durch Gesetze und Verordnungen vorgegeben, in Deutschland zum Beispiel durch die Störfall-Verordnung. Aufgrund von Chemieunfällen hat sich vor allem in der Chemischen Industrie ein Umweltrisikomanagement entwickelt.

## Verfahrensschritte des betrieblichen Umweltrisikomanagements
Der Risiko-Managementprozess im Umweltrisikomanagement lässt sich in voneinander abgegrenzte Verfahrensschritte unterteilen; dabei handelt es sich um Umweltrisikoanalyse, Umweltrisikobewertung, Umweltrisikobewältigung, Maßnahmenauswahl und Wirksamkeitskontrolle der Maßnahmen.

### Umweltrisikoanalyse
Im Rahmen der Umweltrisikoanalyse soll das Umweltrisiko durch eine Diagnose und Prognose des Betriebsgeschehens sowie des betrieblichen Umfeldes erkannt und systematisiert werden. Entsprechend dem Gesetz zur Kontrolle und Transparenz im Unternehmensbereich sollte man eine möglichst vollständige Erfassung von Risikopotentialen anstreben. Problematisch ist dies allerdings durch die vielfältigen Wirkungsgrade, die zeitlichen Diskontinuitäten sowie die komplexen Kausalitäten von Umweltrisiken. Das Ergebnis einer Umweltrisikoanalyse ist das Risikoprofil.

#### Instrumente zur Identifikation von Umweltrisiken
Die Identifikationsinstrumente zur Erkennung von Umweltrisiken sind unterteilt in Kollektionsmethoden und analytische Methoden.
- Kollektionsmethoden: Prozessablaufanalyse, Allgemeine Dokumentenanalyse, Analyse relevanter Gesetze und Verordnungen, Interviews, Checklisten von Störobjekten und Ursachen, Besichtigungsanalyse, Auswertung von Kommunikationsdaten, Auswertung von Abfallbilanzen;
- analytische Methoden: Ereignisbaumanalyse, Fehlerbaumanalyse, Strategische Frühaufklärung, FMEA, Organisationsanalyse, Stoffanalyse, Standort- und Umfeldanalyse

Da die beschriebenen Methoden oft nur einzelne Ausprägungen des Umweltrisikos eines Unternehmens anzeigen, empfiehlt es sich, eine Kombination aus mehreren Methoden zu verwenden, um nach Möglichkeit alle Ausprägungen des Umweltrisikos zu erkennen. Die Risikoidentifikation sollte in regelmäßigen Abständen wiederholt werden, weil sich die Faktoren, die ein Risiko bestimmen können, verändern.

### Umweltrisikobewertung
Nach einer zuvor erfolgten Umweltrisikoanalyse ist es wichtig, das Risiko zu bewerten, das heißt seine Höhe abzuschätzen und nach Möglichkeit finanziell zu bewerten. Bei allen Risiken muss der mögliche Schaden bestimmt werden und ihm eine jeweilige Eintrittswahrscheinlichkeit zugeordnet werden. Dabei erhält man eine Schadensumverteilung, die angibt, mit welcher Wahrscheinlichkeit ein Schaden einen bestimmten Wert übersteigt. Da das Ausmaß an Umweltbeeinträchtigungen schwer vorhersehbar ist, stößt man bei diesen Überlegungen oft auf Schwierigkeiten. Dabei ist die Frage wichtig, welche Informationen erhoben werden sollen. Diese Faktoren sind die entscheidenden Ansatzpunkte für das Risikomanagement. Ein gutes Risikomanagement zeichnet sich durch die richtige Mischung aus Versicherungen, Schadensumverteilung und Informationserwerb aus.
Umweltschäden sind häufig durch große Schadenpotentiale, zugleich aber durch geringe Eintrittswahrscheinlichkeiten gekennzeichnet. Im Umweltmanagementprozess sollten die wichtigsten Umweltaspekte dargestellt werden. Um diese zu ermitteln, sollten Kriterien wie Stakeholderinteressen, umweltrelevante Kriterien und Gesetze genutzt werden. Die Bewertungsinstrumente sind in der Regel auch die unter Risikoidentifikation aufgeführten Instrumente. Zusätzlich kann man das Umwelt-Audit als Bewertungsinstrument helfen.

### Umweltrisikobewältigung
Umweltrisikobewältigung kann vom Unternehmen auf verschiedene Weise erfolgen. Umweltrisiken können durch Risikovermeidung, Risikominderung, Risikoüberwälzung und Risikoselbsttragung bewältigt werden.

#### Risikovermeidung
Als erstes gilt zu untersuchen, ob das Umweltrisiko möglicherweise vermieden werden kann. Risikovermeidung heißt somit, wirtschaftliche Aktivitäten, die mit einem Umweltrisiko verbunden sind, aufzugeben oder zu verändern. Dies kann zum Beispiel durch veränderte Produktionsverfahren oder durch den Austausch von umweltschädigenden Stoffen in der Verwendung durch unschädliche Stoffe erfolgen. Wenn man als Ziel des Umweltrisikomanagements ein maximales Niveau an Sicherheitsmaßnahmen erwägt, sind auch Maßnahmen der Risikovermeidung einzuführen, auch wenn dies mit hohen Kosten für Sicherheitsmaßnahmen verbunden ist.

#### Risikoverminderung
Wenn sich das Umweltrisiko nicht völlig vermeiden lässt oder kein hohes Sicherheitsniveau angestrebt wird, kann versucht werden, das Umweltrisiko zu vermindern. Hierbei muss entweder die Schadenseintrittswahrscheinlichkeit oder die mögliche Schadenshöhe reduziert werden. Um die Schadenswahrscheinlichkeit zu senken, dienen Maßnahmen zur Schadensverhütung.

#### Risikoüberwälzung versus Risikoselbsttragung
Einerseits kann das Risiko von finanziellen Folgen der Umweltrisiken auf andere Wirtschaftssubjekte übergewälzt werden, anstatt sie zu vermeiden oder zu verringern. Andererseits kann ein Unternehmen das Risiko auch selbst tragen. Dies kann freiwillig oder unfreiwillig geschehen. Das Unternehmen kann Risiken eingehen und dann die Konsequenzen tragen oder es kann Ressourcen bereitstellen, damit es Schäden aus eigener Kraft tragen kann.

### Maßnahmenauswahl und Wirksamkeitskontrolle
Die im Verfahrensschritt Risikobewältigung aufgeführten Maßnahmen müssen im Anschluss noch geprüft werden, ob sie sich für die Bewältigung des speziellen Umweltrisikos eignen und durchführbar sind. Ob Maßnahmen zur Bewältigung eines Umweltrisikos in einem Betrieb anzuwenden sind, hängt von betriebsindividuellen Kriterien ab. Nach Durchführung der Maßnahmen der Risikobewältigung sollte überprüft werden, ob die Ziele des betrieblichen Umweltrisikomanagements erreicht wurden.